# هسته خورشیدی

ساختار خورشید هسته در ۰٫۲ تا ۰٫۲۵ شعاع خورشید

هسته؛ که از مرکز و حدود ۰٫۲ تا ۰٫۲۵ شعاع خورشید در نظر گرفته شده، بخش مرکزی خورشید، گرمترین چگالترین بخش خورشید و سامانهٔ خورشیدی است. واکنش‌های موسوم به گرماهسته‌ای تنها در این بخش خورشید روی می‌دهند. برآورد می‌شود که دمای آن به ۱۵ میلیون کلوین (حدود ۱۵ میلیون درجه سانتیگراد، ۲۷ میلیون درجه فارنهایت) و چگالی آن g/cm3) ۱۵۰) گرم بر سانتی‌متر مکعب باشد.
هسته که از پلاسمای گرم و متراکم (یون‌ها و الکترون‌ها) ساخته شده، در فشاری که در حدود ۲۶۵ میلیارد بار (۳٫۸۴ تریلیون psi یا ۲۶٫۵ پتاپاسکال PPa) در مرکز آن تخمین زده شده‌، قرار دارد.به دلیل همجوشی، ترکیب پلاسمای خورشیدی از 68-70 hyd هیدروژن جرم در هسته خارجی، به ۳۴٪ هیدروژن در هسته / مرکز خورشید کاهش می‌یابد. در هسته خورشیدی ۳٫۷‎×۱۰۳۸ پروتون، معادل ۶۰۰ میلیون تن هیدروژن در هر ثانیه به ذرات آلفا تبدیل می‌شود و همین موضوع باعث می‌شود تا ۳٫۸۶‎×۱۰۲۶ ژول بر ثانیه انرژی آزاد شود
هسته مرکزی تقریباً تمام گرمای خورشید را از طریق همجوشی تولید می‌کند. انرژی تولید‌شده به واسطهٔ همجوشی در هسته، به استثنای بخش کوچکی از نوترینوی خورشیدی، می‌بایست قبل از اینکه به عنوان نور خورشید یا انرژی جنبشی و یا انرژی حرارتی ذرات عظیم به فضا پراکنده شود، از طریق بسیاری از لایه‌های متوالی نورسپهر خورشیدی گذر کند.